# Dioptria
Dioptria (gr. διόπτρα urządzenie pomiarowe) – jednostka miary zdolności skupiającej układu optycznego, legalna, nienależąca do układu SI (pozaukładowa), stosowana w optyce. Legalność jednostki oznacza, że można jej używać, natomiast nie została ona uznana za jednostkę pochodną w układzie SI. Obecnie nie jest używany żaden skrót dioptrii. Dawniej stosowano oznaczenia D, dpt lub symbol δ (mała delta).
Wymiarem dioptrii jest odwrotność metra
{\displaystyle \mathrm {dioptria={\frac {1}{m}}} .}
Dodatnie liczby określają soczewki skupiające, a ujemne – soczewki rozpraszające.
Najczęściej używana jest w okulistyce, a szczególnie w optometrii, do określenia zdolności skupiającej soczewek w okularach.